# هان چونگ-سونگ
هان چونگ-سونگ یک کشتی‌گیر آزادکار اهل کشور کره شمالی است.
از افتخارات وی می‌توان به کسب مدال نقره بازی‌های آسیایی ۲۰۲۲ اشاره کرد.